# Procarbazine
La procarbazine est un médicament de la classe des agents alkylants antinéoplasiques utilisé en chimiothérapie contre le lymphome de Hodgkin, le carcinome pulmonaire à petites cellules et certains cancers du cerveau tels que le glioblastome multiforme. Elle est métabolisée et activée dans le foie. Elle inhibe également faiblement la monoamine oxydase, ce qui a pour effet d'accroître les effets des sympathicomimétiques, des antidépresseurs tricycliques et de la tyramine.
Le traitement du lymphome de Hodgkin fait souvent intervenir la procarbazine dans le cadre du protocole BEACOPP (en), lequel comprend la bléomycine, l'étoposide, la doxorubicine (adriamycine), le cyclophosphamide, la vincristine (oncovin), la prednisone et la procarbazine. La première association de chimiothérapies pour traiter le lymphome de Hodgkin faisait également intervenir la procarbazine dans le cadre du protocole MOPP (en), qui comprenait la chlorméthine (méchloréthamine), la vincristine (oncovin), la prednisone et la procarbazine. Par ailleurs, lorsqu'elle est utilisée dans la prise en charge de certains cancers du cerveau tels que les gliomes malins, elle est souvent associée à la lomustine et à la vincristine (association appelée PCV).
La procarbazine est un inhibiteur du cytochrome P450 microsomial, ce qui accroît l'effet des barbituriques, des phénothiazines et des narcotiques. Étant également un inhibiteur de monoamine oxydase, elle ne doit pas être associée à la plupart des antidépresseurs ni à certains antimigraineux ; elle peut induire une poussée d'hypertension artérielle après l'absorption d'une alimentation riche en tyramine, par exemple des fromages mûrs. L'absorption simultanée d'éthanol peut, chez certains patients, avoir un effet semblable à celui du disulfirame.
Elle fait partie de la liste des médicaments essentiels de l'Organisation mondiale de la santé (liste mise à jour en avril 2013).